# A Regra do Jogo
A Regra do Jogo è una telenovela brasiliana prodotta e trasmessa da TV Globo, nell'orario delle 21 dal 31 agosto 2015 all'11 marzo 2016, sostituendo Babilonia. È la nona telenovela delle nove trasmessa dall'emittente. 
Scritta da João Emanuel Carneiro, in collaborazione con Alessandro Marson, Antônio Prata, Cláudio Simões, Fábio Mendes, Paula Amaral e Thereza Falcão; regia di Marcelo Travesso, Henrique Sauer, Enrique Diaz e Guto Arruda Botelho; regia generale di Amora Mautner, Joana Jabace e Paulo Silvestrini.
La serie ha Alexandre Nero, Vanessa Giácomo, Cauã Reymond e Marco Pigossi come protagonisti; José de Abreu, Renata Sorrah, Marcos Caruso, Juliano Cazarré, Bruna Linzmeyer, Bárbara Paz, Cássia Kis Magro e Susana Vieira come co-protagonisti e Tony Ramos, Tonico Pereira, Deborah Evelyn, Eduardo Moscovis e Giovanna Antonelli come antagonisti principali.
La telenovela ha ricevuto due nomination per l'Emmy Award Internazionale nelle categorie Miglior telenovela e Miglior attore (Alexandre Nero).

## Trama
Il protagonista di A Regra do Jogo è Romero Rômulo, un ex-politico considerato un eroe del popolo. La sua specialità è reintegrare nella società persone emarginate, specialmente ex criminali. È un uomo di vita e costumi semplici, ma la sua vita è meno ovvia di quanto sembra. Romero Rômulo passa tra il giusto e lo sbagliato tutto il tempo, e su questa traiettoria si basa la trama: egli tra l'altro scoprirà di essere affetto da sclerosi multipla. 
A Regra do Jogo tratta appunto realisticamente il límite tra il giusto e lo sbagliato, tra il bene e il male: ovvero fino a che punto si può arrivare per ottenere ciò che si desidera. La traiettoria dei personaggi pone questioni che riguardano, principalmente, l'etica, i valori e i limiti di ciascun personaggio.

## Cast
| Attore/Attrice       | Personaggio                                |
| -------------------- | ------------------------------------------ |
| Alexandre Nero       | Romero Rômulo                              |
| Giovanna Antonelli   | Atena Terremolinos (Francineide de Santos) |
| Vanessa Giácomo      | Tóia (Maria Victoria Noronha)              |
| Tony Ramos           | Zé Maria                                   |
| Cássia Kis Magro     | Djanira                                    |
| Cauã Reymond         | Juliano                                    |
| Susana Vieira        | Adisabeba                                  |
| Juliano Cazarré      | MC Merlô                                   |
| Eduardo Moscovis     | Orlando                                    |
| Bárbara Paz          | Nelita Stewart                             |
| José de Abreu        | Gibson Stewart                             |
| Renata Sorrah        | Nora (Eleonora Stewart)                    |
| Deborah Evelyn       | Kiki (Cristiana Stewart)                   |
| Marco Pigossi        | Dante                                      |
| Bruna Linzmeyer      | Belisa Stewart                             |
| Marcos Caruso        | Feliciano Stewart                          |
| Marcello Novaes      | Vavá                                       |
| Suzana Pires         | Janete                                     |
| Fernanda Souza       | Miel                                       |
| Alexandra Richter    | Dalila                                     |
| Otávio Müller        | Breno                                      |
| Giovanna Lancellotti | Luana                                      |
| Johnny Massaro       | Cesário Stewart                            |
| Maria Padilha        | Clodine                                    |
| Bruno Mazzeo         | Rui                                        |
| Júlia Rabello        | Úrsula                                     |
| Giselle Batista      | Duda                                       |
| Cris Vianna          | Indira                                     |
| Paula Burlamaqui     | Sueli                                      |
| João Baldasserini    | Victor                                     |
| Monique Alfradique   | Tina                                       |
| Roberta Rodrigues    | Ninfa                                      |
| Thaíssa Carvalho     | Andressa Turbinada                         |
| Letícia Lima         | Alisson                                    |
| Jackson Antunes      | Tío                                        |
| Fábio Lago           | Oziel                                      |
| Letícia Colin        | Paty                                       |
| Allan Souza Lima     | Nenemzinho                                 |
| Tonico Pereira       | Ascânio                                    |
| Ricardo Pereira      | Faustini                                   |
| Douglas Tavares      | Abner                                      |
| Felipe Roque         | Kim                                        |
| Osvaldo Mil          | Juca                                       |
| Maeve Jinkings       | Domingas                                   |
| Karine Teles         | Sumara                                     |
| Séfora Rangel        | Conceição                                  |
| Carla Cristina       | Dinorah                                    |
| Ranieri Gonzalez     | Paulo                                      |
| Danilo Ferreira      | Irak                                       |
| Amauri Oliveira      | Dênis                                      |